# Леда
Ле́да (др.-греч. Λήδα) — персонаж древнегреческой мифологии. Согласно Овидию, имела красивые чёрные волосы и белоснежную кожу.
Дочь этолийского царя Фестия и Евритемиды (или дочь Сисифа и Пантидии, по Евмелу Коринфскому), жена царя Спарты Тиндарея. Упомянута в «Илиаде» (III 384) и «Одиссее» (XI 298).
Прельстившись красотой Леды, Зевс на реке Еврот предстал перед ней в образе лебедя и овладел ею, она снесла два яйца, и плодом их союза были Полидевк и Елена. Либо же она снесла тройное яйцо, из яйца родились Кастор, Полидевк и Елена. Либо из двух яиц появилось четверо детей. По другому рассказу, она нашла на прогулке под гиацинтами яйцо, которое снесла Немесида. Почиталась как олицетворение материнства и женственности. По одной версии, была перенесена на Острова Блаженных как мать Елены Прекрасной.
Действующее лицо пьесы Дионисия Сиракузского «Леда».

## Этимология
Имя Леда некоторые сопоставляют с именем богини Лето и объясняют его в том смысле, что первоначально Леда была олицетворением ночи, матери светил. По другим сведениям, слово Леда есть не что иное, как встречающееся в ликийских надписях Lada — жена, женщина (госпожа), слово карийско-лелегского корня.
Существует предположение, что, так как в гробницах многих народов, в том числе минойских гробницах Крита, находят раскрашенные яйца страуса, это послужило основой для мифа.

## В астрономии
В честь Леды назван астероид (38) Леда, открытый в 1856 году, спутник Юпитера под номером 13 (JXIII), открытый в 1974 году, и равнина Леды на Венере.

## В искусстве
Художники итальянского чинквеченто — Леонардо да Винчи, Микеланджело, Корреджо — изображали Леду в момент её совокупления с Зевсом либо после него. В поэзии описание соития Леды с могучей птицей служило как эротическим (Ронсар), так и философским целям (Йейтс).